# Джек Форзі
Герберт Джек Форзі (англ. Herbert Jack Forsey, 17 листопада 1913, Свіфт-Керрент — 1 січня 1998) — канадський хокеїст, що грав на позиції крайнього нападника. Грав за збірну команду Канади.

## Ігрова кар'єра
Професійну хокейну кар'єру розпочав 1941 року виступами за команду «Провіденс Редс» в АХЛ.
Протягом професійної клубної ігрової кар'єри, що тривала 17 років, захищав кольори команд «Провіденс Редс», «Торонто Мейпл-Ліфс» та деяких інших команд нижчих північноамериканських ліг.
Загалом провів 22 матчі в НХЛ, включаючи 3 гри плей-оф Кубка Стенлі.
Виступав за збірну Канади.